# 3807 Pagels
3807 Pagels este un asteroid din centura principală, descoperit pe 26 septembrie 1981 de Brian Skiff și Norman Thomas.